# Martín Farfán
José Martín Farfán Pulido (Facatativá, 21 de agosto de 1965) es un ciclista colombiano, profesional entre los años 1988 y 1995. Era un especialista en las etapas de alta montaña, como la mayoría de sus compatriotas contemporáneos.

## Palmarés
1988
- 1 etapa en la Vuelta al Táchira

1989
- 1 etapa en el Clásico RCN

1990
- Clasificación de la montaña de la Vuelta a España, más 1 etapa

1991
- 1 etapa en la Vuelta a Colombia

1992
- 1 etapa de la Dauphiné Libéré
- 1 etapa en la Vuelta a Burgos
- 1 etapa en la Vuelta a Colombia

1994
- Vuelta al Tolima
- 1 etapa en el Clásico RCN

## Resultados en grandes vueltas
| Carrera         | 1989 | 1990 | 1991 | 1992 | 1993 | 1994 | 1995 |
| --------------- | ---- | ---- | ---- | ---- | ---- | ---- | ---- |
| Tour de Francia | -    | Ab.  | -    | -    | -    | -    | -    |
| Giro de Italia  | -    | -    | -    | -    | Ab.  | -    | 49°  |
| Vuelta a España | 15°  | 11°  | 53°  | 38°  | 40°  | -    | Ab.  |